# Battaglia per la lira
La battaglia per la lira è stata una politica economica e una delle "battaglie economiche" del regime fascista di Mussolini negli anni '20.

## Antefatti
Dopo la prima guerra mondiale, l'Italia ne uscì indebolita economicamente e sconvolta socialmente (seguì subito dopo anche il biennio rosso).
La lira italiana si era andata indebolendo di conseguenza, al 28 ottobre 1922, giorno della marcia su Roma, si era arrivati al cambio di 117 lire per una sterlina, ma dal 1923 al 1925 vi fu un miglioramento della situazione economica generale sia dell'Italia che a livello internazionale.

## Storia
Nel 1925, però, il Regno Unito decise di ritornare al Gold standard, costringendo praticamente tutte le altre nazioni ad adottare politiche deflazioniste per evitare di svalutare le proprie valute. Nel 1926 la lira giunse a valere appena un 150° della sterlina.

### Quota 90
Mussolini lanciò la 'battaglia' nel discorso di Pesaro del 18 agosto 1926, indicando in Giuseppe Volpi la persona giusta per raggiungere l'obiettivo del cambio a quota 90 (nonostante egli fosse per una quota maggiore, a circa 120 - 125, considerando il cambio 1:90 una netta sopravvalutazione della valuta nazionale). Gli obiettivi indicati erano:
- Fissare il cambio a 92,46 Lit. per 1 Stg (la cosiddetta quota 90) e 19 dollari circa;
- Ridurre l'inflazione ed aumentare il potere d'acquisto;
- Aumentare il prestigio sia del partito, capace di confermare la propria natura 'ordinatrice', che dell'Italia.

### Altre politiche di complemento
Il governo puntò, oltre a lavorare direttamente sul cambio valutario, sul ridurre le importazioni mediante l'aumento della produzione nazionale (anche attraverso altre 'battaglie' economiche inaugurate sempre in quei tempi, come quella del grano o della redenzione delle terre paludose) e mediante un tentativo di cambiare le abitudini popolari (come con la battaglia delle nascite e il tentativo di bloccare l'inurbamento, agevolando il ritorno alle campagne).

## Risultati e conseguenze
La politica deflattiva ebbe risultati variegati su vari fronti: il cambio lira-dollaro al giugno 1927 fu abbassato a quota 88 lire per una sterlina e a quota 19 lire per ogni dollaro, ottenendo formalmente l'obiettivo che il governo si era prefissato. Infine, la lira tornò nel Gold Exchange Standard.
Le esportazioni furono colpite negativamente da queste politiche, ma a causa dell'abbassamento dei prezzi delle importazioni, le industrie (in particolare quelle pesanti) ne beneficiarono per poter in seguito fornire una via al riarmo desiderato da Mussolini, che desiderava implementare una politica estera molto attiva. Le reazioni degli industriali a tali politiche furono contrastanti al riguardo.
A essere colpite furono le industrie e le aziende produttrici di beni di consumo di massa, mentre a trarne vantaggio fu la grande industria.
I lavoratori dovettero fronteggiare da fine 1927 una riduzione dei salari stabilita in una percentuale che andava dal 10% al 20% (con una contemporanea riduzione dei prezzi al consumo di circa il 5%), il che produsse una temporanea stagnazione della produzione.